# Rounding Up the Law
Rounding Up the Law er en amerikansk stumfilm fra 1922 af Charles R. Seeling.

## Medvirkende
- Guinn 'Big Boy' Williams som Larry Connell
- Patricia Palmer som Doris Hyland
- Chet Ryan som John 'Bull' Weyman
- Russell Gordon som 'Branch' Doughty
- William McCall som Marcus Hyland